# Szombathelyi Tamás (pálos szerzetes)
Szombathelyi Tamás (15. század eleje – 1503)  pálos rendi szerzetes, a rend perjele, Gyöngyösi Gergely egykori mestere.

## Élete és munkássága
A rend élére először 1476-ban került, majd 1484-1488 között volt a rend általános perjele (prior generalis). Gyöngyösi a Vitae fratrumban leírja, hogy áhitatosan imádkozott, a Biblia szellemében, elhúzódva az emberek elől. Szenvedélyesen gyűjtötte a könyveket, de nem önmagukért, hanem a bennük rejlő tudásért. Olvasottsága ugyanakkor nem tette gőgössé. A tudásban gazdag ember az élet minden területén puritán jellem volt. Sokoldalú és termékeny író volt. Florilegiumot állított össze szentatyák szentenciáiból, traktátusokat, beszédeket, elmélkedéseket és intelmeket mondott tollba fáradhatatlanul.
Agyvérzés következtében több testrésze lebénult. Szombathelyi ennek következményeiről nem akart tudomást venni,  ezért ebből újabb balesetek adódtak: elesett, összetörte magát, „belső részei renyhén működtek, érzékszervei szinte elhaltak.” Végül egy ilyen alkalommal, úgy elesett, hogy utána hat hónapon keresztül ápolták. Azonban a hosszan tartó fekvés és kora miatt nagyon legyöngült, majd 1503-ban, amikor Lórándházi István volt a budaszentlőrinci kolostor vikáriusa, meghalt.